# Ablacja lodowcowa
Ablacja lodowcowa, ablacja lodowca – proces ablacji (topnienia) w odniesieniu do lodowca lub lądolodu. Topnienie lodowca równoważone jest przez stały dopływ lodu z górnej części lodowca, wtedy czoło lodowca ma położenie generalnie stałe. Kiedy straty masy śniegu i lodu przewyższają dopływ mas lodu, następuje cofanie czoła lodowca (regresja lodowca), w przypadku zaś mniejszej ablacji dopływ lodu powoduje przesuwanie się czoła lodowca do przodu (transgresja lodowca).